# Borgward B 3000
O Borgward B 3000 foi um caminhão de médio porte fabricado pela fabricante alemã Carl F. W. Borgward GmbH entre 1941 e 1944 na fábrica de Bremen-Sebaldsbrück. Após a Segunda Guerra Mundial, a produção do B 3000 continuou de julho de 1948 a 1950. Houve também uma versão elétrica chamada Borgward BE3000.

## Einheits-Lkw 3 t
A Borgward começou a produzir caminhões em 1937, fornecendo veículos de até cinco toneladas de carga útil até o início da Segunda Guerra Mundial em 1939, incluindo o caminhão Borgward G. W. de 3 toneladas, disponível com motor a gasolina ou diesel.
Um grande contingente destes caminhões foi requisitado pela Wehrmacht. Inicialmente, a produção da linha regular de caminhões continuou. Em 1940, as fabricantes alemãs de caminhões foram orientadas a reduzir o número de modelos diferentes, a fim de se concentrarem na produção de caminhões "padrão" simplificados, com uma carga útil de cerca de três toneladas.
A partir de 1942, a produção do sucessor começou. Este novo "Einheits-LKW" ("caminhão padrão") era um caminhão de 3 toneladas com a designação oficial Borgward B 3000 S/O (com motor a gasolina de 3,7 litros e 78 cv) ou Borgward B 3000 S/D respectivamente (com motor diesel de 5 litros e 75 cv, ambos com seis cilindros). Para economizar matéria-prima, os caminhões foram posteriormente simplificados ainda mais por medidas como colocar o emblema Borgward em forma de diamante na grade ou substituir a cabine de aço por uma cabine de caminhão de madeira padrão ("Einheitsführerhaus").
O B 3000 era um veículo adequado, mas o Opel 'Blitz' V 3000, mais leve, provou ser superior.

## Volume de produção
| Tipo                              | Anos      | Carga útil | Número produzidos |
| --------------------------------- | --------- | ---------- | ----------------- |
| Borgward L 2000 S, L 2300         | 1937–1942 | 1.500 kg   |                   |
| Borgward Europa V (Diesel padrão) | 1938–1940 | 2.500 kg   | 2.400             |
| Borgward Type 3t Benzin G.W.      | 1938–1941 | 3.000 kg   |                   |
| Borgward Type 3t Diesel G.W.      | 1938–1941 | 3.000 kg   |                   |
| Borgward B 3000 S                 | 1942–1944 | 3.125 kg   |                   |
| Borgward B 3000 A                 | 1942–1944 | 3.095 kg   |                   |
| Borgward B 3000 D                 | 1948–1950 | 3.400 kg   | 2.900             |
| Borgward 5 t                      | 1938–1939 | 5.000 kg   |                   |
| Borgward L 2000 S/L 2300 (Ônibus) | 1937–1942 |            |                   |

A Borgward produziu outros veículos militares além de caminhões, especialmente a semilagarta Sd.Kfz. 7, a semilagarta blindada Sd.Kfz. 251 e o veículo de demolição Borgward IV.
Ao todo, cerca de 30.000 caminhões de 3 toneladas foram produzidos até que a fábrica foi destruída pelos bombardeios aliados em 1944, com trabalho forçado utilizado em 1944. Os planos para reiniciar a produção a fim de produzir o Opel Blitz em Bremen não puderam ser implementados quando Bremen foi conquistada pelas tropas britânicas em 1945.